# Зоряна корона

Приклад зоряної корони

Зоряна корона - золота корона, увінчана вісьмома низькими променями. Центральні та бічні промені увінчані зіркою, з невизначеною кількістю променів, між двома крилами.
В геральдиці астральна корона встановлена на щитах гербів підрозділів, що належать деяким військово-повітряним силам, або особистим гербам видатних командирів.
Його створення стало необхідним після заснування Королівських ВПС у Великій Британії, оскільки не було жодного римського військового приладу для повітряної війни, еквівалентного Морській короні для флоту та табірній короні для армій.

## Галерея

Астральна корона на гербі чилійських ВПС
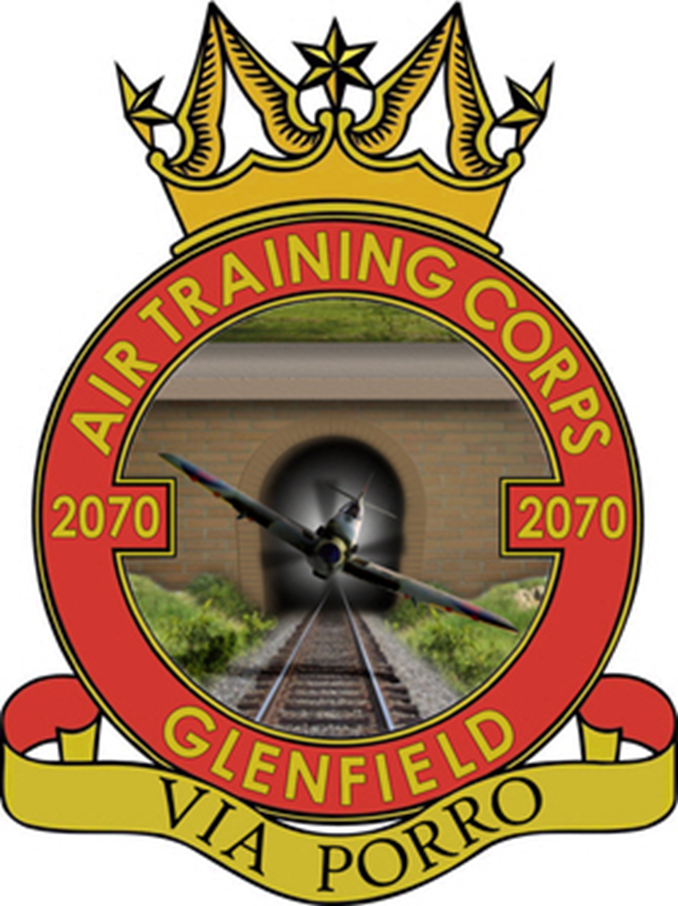
Емблема ескадрильї УВР 2070 (Гленфілд) (RAF)
Астральна корона на гербі British Airways